# 효고현 제11구
효고현 제11구(兵庫県 第11区)는 일본의 중의원 선거구이다. 1994년 공직선거법으로 신설되었다.

## 지역
- 히메지시 일부

## 역대 중의원 의원
- 토이다 토오루 (소속정당: 자유민주당, 임기: 1996년 ~ 2000년, 2003년 ~ 2005년)
- 마쓰모토 다케아키 (소속정당: 민주당 → 무소속 → 자유민주당, 임기: 2000년 ~ 2005년, 2009년 ~ 현재)